# Truls Ove Karlsen
Pour les articles homonymes, voir Karlsen.
Truls Ole Karlsen, né le 25 avril 1975 à Oslo, est un skieur alpin norvégien. Il est spécialiste des épreuves techniques, même s'il s'essaie en vitesse également.

## Carrière
Actif au niveau compétitif depuis l'hiver 1994-1995 et membre du club de Steinkjer, il prend son premier départ en Coupe du monde en 2001 puis obtient son premier podium en décembre 2002 à Sestrières. En février 2004, il remporte son unique course en Coupe du monde de sa carrière lors du slalom de Kranjska Gora.
Il participe à deux éditions des Jeux olympiques, celle de 2002 à Salt Lake City et celle de 2010 à Vancouver, où il obtient son meilleur résultat avec une 21e place au slalom géant. Dans les Championnats du monde, il réalise ses meilleures performances en 2007 à Åre, où il est sixième du slalom géant et septième du slalom spécial.
Il prend sa retraite sportive en 2013.

## Palmarès

### Jeux olympiques
| Épreuve / Édition       | Salt Lake City 2002 | Vancouver 2010 |
| Descente                |                     | 46e            |
| Super G                 |                     | Abandon        |
| Slalom géant            |                     | 21e            |
| Slalom                  | Abandon             | Abandon        |
| Combiné / Super combiné | Abandon             | 22e            |

### Championnats du monde
| Épreuve / Édition | St-Moritz 2003 | Bormio 2005 | Are 2007 | Val d'Isère 2009 | Garmisch-Partenkirchen 2011 |
| Slalom géant      | 24e            | -           | 6e       | 13e              | 25e                         |
| Slalom            | Abandon        | Abandon     | 7e       | Abandon          | -                           |
| Super G           | -              | -           | -        | -                | 28e                         |

### Coupe du monde
- Meilleur classement général : 22e en 2004.
- Meilleur classement en slalom : 8e en 2003 et 2004.
- 2 podiums : 1 victoire et 1 troisième place.

#### Détail des victoires
| Saison / Épreuve | Slalom        | Total |
| 2004             | Kranjska Gora | 1     |
| Total            | 1             | 1     |

#### Classements détaillés
| Saison/Classement | Général | Descente | Super G | Slalom géant | Slalom | Combiné |
| Saison/Classement | Class.  | Class.   | Class.  | Class.       | Class. | Class.  |
| ----------------- | ------- | -------- | ------- | ------------ | ------ | ------- |
| 2002              | 65e     | -        | -       | -            | 20e    |         |
| 2003              | 28e     | -        | -       | 34e          | 8e     | -       |
| 2004              | 22e     | -        | -       | 22e          | 8e     | -       |
| 2005              | 57e     | -        | -       | 36e          | 25e    | -       |
| 2007              | 108e    | -        | -       | 49e          | 40e    | -       |
| 2008              | 82e     | -        | -       | 32e          | 52e    | -       |
| 2009              | 111e    | -        | -       | 37e          | -      | -       |
| 2010              | 76e     | -        | 57e     | 20e          | -      | 46e     |
| 2011              | 98e     | -        | -       | 26e          | -      | -       |
| 2012              | 73e     | -        | -       | 25e          | -      | -       |
| 2013              | 103e    | -        | -       | 35e          | -      | -       |

### Coupe d'Europe
- 4e du classement de slalom en 2001.
- 6 podiums.

### Championnats de Norvège
- Champion du slalom en 2001, 2005, 2007 et 2008.
- Champion du slalom géant en 2002 et 2008[2].